# I'm Out
„I'm Out” este un cântec al interpretei Americane Ciara, de pe al cincilia său album care îi poartă numele, Împreună cu rapperița americană Nicki Minaj. Acesta a fost scris de către cei de la Rock City, Onika Maraj și Ciara și produs de către The Co-Captains și Rock City. „I'm Out” a avut premiera pe data de 22 mai 2013 pe contul Ciarei de SoundCloud și a fost trimis la stațile de radio urban în Statele Unite ale Americii pe data de 3 iunie 2013 ca al doilia single de pe Ciara prin intrmediul casei de discuri Epic Records. Liric, acesta include teme de despărțiri și face un fost-iubit sa regrete lăsarea.